# Aztec Rex
Aztec Rex, también conocida como Tyrannosaurus Azteca, es una película del director Brian Trenchard-Smith, que protagoniza Ian Ziering. La historia sigue el viaje imaginario de un pequeño grupo de conquistadores del siglo XVI, dirigido por Hernán Cortés, que se encuentran con una tribu de los aztecas que adoran a un par de Tyrannosaurus Rex vivos.
La película debutó en el canal SciFi en 2008. Fue filmada en gran parte en Kualoa Ranch, en la isla de Oahu en Hawái, más conocida por ser la famosa isla de la serie "Perdidos"

## Reparto
- Ian Ziering - Hernán Cortés
- Jack McGee - Gria
- Dichen Lachman - Ayacoatl
- Marco Sánchez - Ríos
- Kalani Queypo - Xocozin
- William Snow - Mendoza
- Shawn Lathrop - Alvarado